# عقد لمفاوية مساريقية سفلية
تتكون العقد اللمفاوية المساريقية السفلية من:
1. الغدد الصغيرة على فروع الشريان القولوني الأيسر والشريان السيني.
2. مجموعة في مساريقا القولون السيني، حول الشريان الباسوري العلوي.
3. مجموعة مجاورة للمستقيم على تماس مع الغلالة العضلية للمستقيم.

## البنية
العقد اللمفاوية المساريقية السفلية هي عقد لمفية توجد على طول المعي الخلفي.

## الوظيفة
تصرف العقد اللمفاوية المساريقية السفلية البنى المتعلقة بالمعي الخلفي. تنزح العقد اللمفاوية إلى العقد اللمفاوية المساريقية العلوية وبشكل رئيسي إلى العقد اللمفاوية أمام الأبهر. العقد اللمفاوية المحيطة بالشريان المساريقي السفلي تنزح مباشرة إلى العقد أمام الأبهر.
هذه العقد تصرف لمف القولون النازل وأجزاء من القولون السيني والجزء العلوي من المستقيم.

## الأهمية السريرية
قد يرسل سرطان القولون والمستقيم نقائل إلى العقد اللمفاوية المساريقية السفلية. لهذا السبب، يمكن إزالة الشريان المساريقي السفلي في الأشخاص المصابين بالسرطان مع إيجابية إصابة العقد. تم اقتراح هذا منذ عام 1908، من قبل الجراح ويليام إرنست مايلز.

## صور إضافية

النسيج اللمفاوي الناحي.
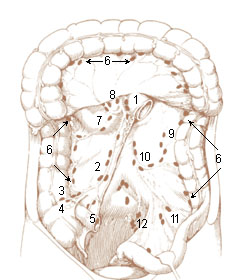
العقد اللمفاوية للقولون وأسفل البطن.